# Moi, Van Gogh
Pour les articles homonymes, voir Van Gogh (homonymie).
Pour plus de détails, voir Fiche technique et Distribution.
Moi, Van Gogh est un documentaire américano-français réalisé par François Bertrand et Peter Knapp, sorti en 2009.

## Synopsis
Moi, Van Gogh propose une vision tout à fait nouvelle de l'artiste.
Cette vision est celle de Peter Knapp et de François Bertrand qui ont voulu un film à la fois centré sur le travail du peintre, construisant une relation intime avec l'homme, et résolument spectaculaire dans son traitement graphique grâce au procédé 70 mm/15 perforations - IMAX.
Véritable voyage aux sources de l'inspiration artistique de Van Gogh, le film permet au grand public de découvrir en format géant, l'œuvre, la force et la liberté de l'un des plus grands peintres du monde.
L'action du film est partiellement inspirée de l'histoire véritable du chercheur Wouter van der Veen, collaborateur scientifique au Musée Van Gogh d'Amsterdam de 1999 à 2001. Van der Veen, qui est également le conseiller historique du film, travaillait quotidiennement dans une chambre forte du musée où étaient conservées les lettres du maître néerlandais. Les recherches menées pour l'écriture du scénario ont servi de base au livre Van Gogh à Auvers, co-écrit par Peter Knapp et Wouter van der Veen.

## Fiche technique
- Titre : Moi, Van Gogh
- Réalisation : François Bertrand et Peter Knapp
- Musique : Armand Amar
- Durée : 40 minutes
- Pays :  États-Unis et  France
- Société de distribution :  France : Les Productions de la Géode[2], Ouille Productions
- Lieu de tournage : Auvers-sur-Oise
- Date de sortie : France : 25 mars 2009

## Distribution
- Jacques Gamblin : Vincent van Gogh
- Hélène Seuzaret : la conservatrice
- Peter Knapp : lui-même